# 安房運輸
安房運輸株式会社（あわうんゆ）は、千葉県君津市に本社を置く通運会社である。

## 沿革
- 1943年（昭和18年）11月 - 安房郡市内認可貨物自動車運送会社8社の企業統合により、『安房貨物自動車株式会社』として設立。
- 1969年（昭和45年）12月 - 会社の経営発展充実に伴い、社名を『安房運輸株式会社』に改称。

## 事業所
- 君津営業所（千葉県君津市）
- 木更津営業所（千葉県木更津市）
- 千葉営業所（千葉県千葉市若葉区）
- 葛西営業所（東京都江戸川区）
- 東京営業所（東京都江東区）
- 中野営業所（東京都中野区）
- 土浦営業所（茨城県かすみがうら市）
- 金沢営業所（石川県金沢市）
- 東海営業所（岐阜県羽島郡）

## 主要子会社
- 湾岸高速運輸
- エーツーエーロジコム
- ロジ・クリエーション
- 南総安房運輸
- 安房運輸自動車工業
- 安房綜合サービス